# Jason Dohring

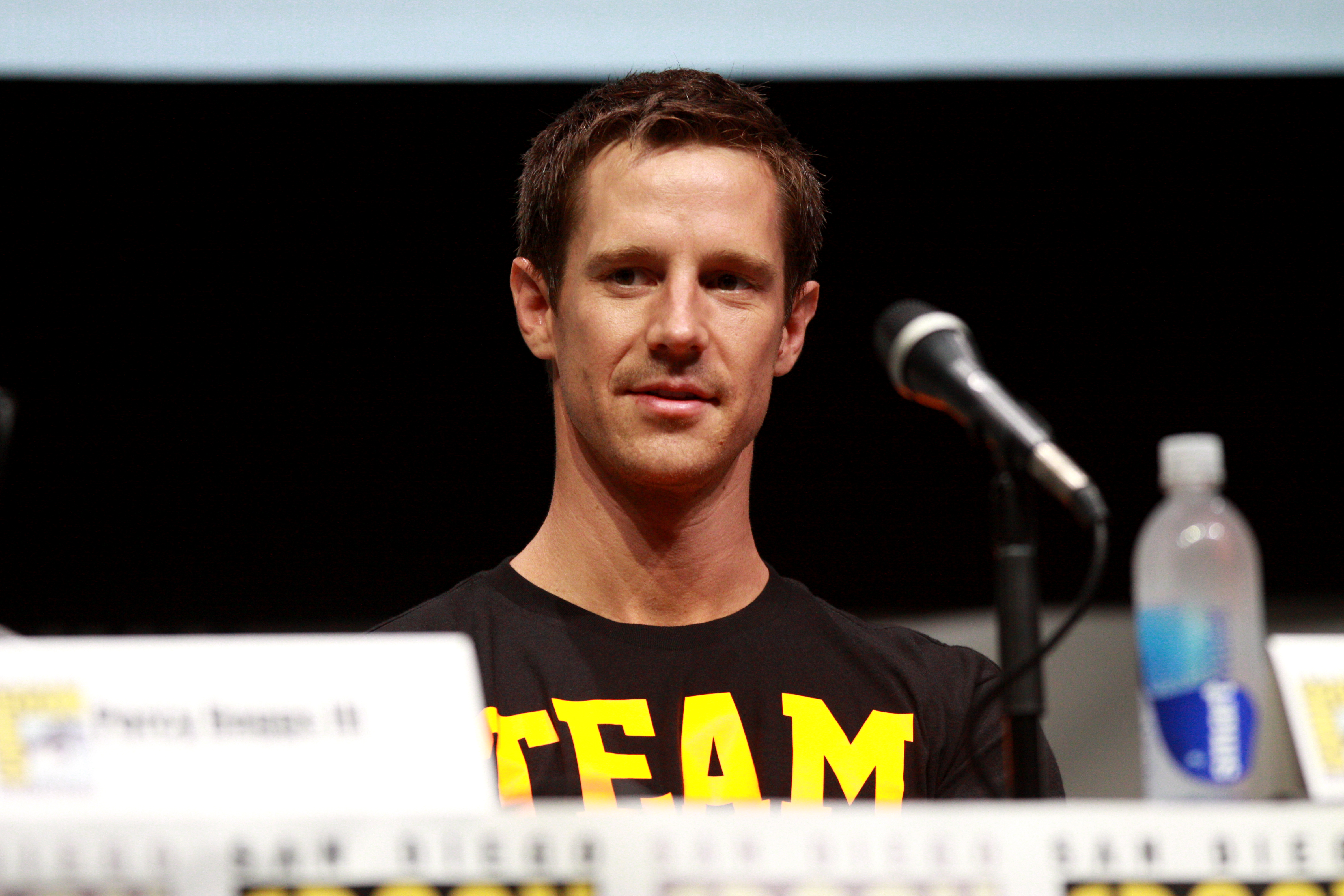
Jason Dohring bei der Comic-Con 2013

Jason William Dohring (* 30. März 1982 in Toledo, Ohio) ist ein US-amerikanischer Schauspieler.

## Leben
Jason Dohring wurde als ältester Sohn von Doug und Laurie Dohring geboren. Er hat zwei eineiige Zwillingspaare als Geschwister.
Dohring startete seine Karriere mit Werbespots und erhielt bald kleinere Rollen in Film und Fernsehen. Seine erste Rolle hatte er 1994 in dem Kinder-Fantasy-Film Dino Kids 2. Danach wirkte er in Gastrollen von Baywatch und Picket Fences – Tatort Gartenzaun mit. 1998 erhielt er eine kleine Rolle in dem Kinoerfolg Deep Impact und spielte 2001 in einer Folge der Science-Fiction-Serie Roswell. 2002 und 2003 hatte er Gastauftritte in der Highschool-Serie Boston Public als Ian Bridgeman.
2003 spielte er außerdem eine der Hauptrollen in dem Thriller Black Cadillac, in dem vier Jungen auf dem Heimweg von einer College-Party von einem schwarzen Cadillac verfolgt werden, der ihnen nach dem Leben trachtet. In Gastrollen war er in den Serien Cold Case – Kein Opfer ist je vergessen, Für alle Fälle Amy und JAG – Im Auftrag der Ehre zu sehen. Von 2004 bis 2007 war er in der Serie Veronica Mars als Logan Echolls zu sehen, auch im Film Veronica Mars, wirkte er mit.
Dohring spielte 2007 eine Hauptrolle in der Fernsehserie Moonlight, in der er den 400 Jahre alten Vampir Josef Kostan darstellte. Danach spielte er in mehreren Folgen bei Serien wie The Messengers und The Originals mit. 2016 wurde bekannt, dass er in der dritten Staffel von IZombie eine Hauptrolle übernimmt.
Jason Dohring lebt mit seiner Frau in Los Angeles, Kalifornien. Im August 2010 kam ihr gemeinsamer Sohn auf die Welt. Er ist Mitglied der Scientology-Sekte.

## Filmografie

### Filme
- 1994: Dino Kids 2 (Prehysteria! 2)
- 1994: Sie kannte ihren Killer (Someone She Knows)
- 1995: Journey – Verlorene Erinnerungen (Journey)
- 1998: Deep Impact
- 2000: Corrie und das Rennpferd (Ready to Run)
- 2001: Adventure Express
- 2001: Train Quest
- 2003: Black Cadillac
- 2004: Blind Wedding – Hilfe, sie hat ja gesagt (Wedding Daze)
- 2004: Walking on Water
- 2007: The Deep Below
- 2008: Struck
- 2009: Body Politic
- 2011: Searching for Sonny
- 2014: Veronica Mars
- 2015: The Squeeze
- 2016: Destinded
- 2021: Violet

### Fernsehserien
- 1995: Baywatch – Die Rettungsschwimmer von Malibu (Baywatch, Folge 6x07)
- 1996: Mr. Rhodes (Folge 1x01)
- 1996: Picket Fences – Tatort Gartenzaun (Picket Fences, Folge 4x19)
- 1999: 100 gute Hundetaten (100 Deeds for Eddie McDowd, Folge 1x01)
- 2000: Noch mal mit Gefühl (Once and Again, Folge 1x14)
- 2001: Roswell (Folge 2x17)
- 2001: The Parkers (Folge 3x08)
- 2002: JAG – Im Auftrag der Ehre (JAG, Folge 7x13)
- 2002–2003: Boston Public (Folgen 3x02, 3x14)
- 2004: Cold Case – Kein Opfer ist je vergessen (Cold Case, Folge 1x22)
- 2004: Lady Cops – Knallhart weiblich (The Division, Folgen 4x21–4x22)
- 2004: Für alle Fälle Amy (Judging Amy, Folge 5x15)
- 2004–2007, 2019: Veronica Mars (64 Folgen)
- 2007–2008: Moonlight (16 Folgen)
- 2009: Party Down (Folge 1x02)
- 2009: CSI: Vegas (CSI: Crime Scene Investigation, Folge 10x12)
- 2010: Lie to Me (Folge 2x11)
- 2011–2012: Ringer (9 Folgen)
- 2012: Supernatural (Folge 7x12)
- 2013: The Tomorrow People (Folge 1x04)
- 2013: Rules of Engagement (Folge 7x03)
- 2014: Motive (Folge 2x06)
- 2015: The Messengers (3 Folgen)
- 2015–2016: The Originals (9 Folgen)
- 2017–2018: iZombie (15 Folgen)
- 2020: All Rise – Die Richterin (1 Folge)
- 2021: SEAL Team (Folgen 4x12–4x15)